# لوگان (اوهایو)
لوگان(به انگلیسی: Logan) شهری در ایالت اوهایو کشور ایالات متحده آمریکا است که جمعیت آن در سرشماری سال ۲۰۱۰ میلادی، ۷٬۱۵۲ نفر بوده‌است.